# 格魯美地河
格魯美地河（英語：Grumeti River）又稱古梅提河，位於坦桑尼亞塞伦盖蒂国家公园的西部走廊，注入维多利亚湖斯皮克湾。格魯美地河是尼罗鳄、疣猴、战雕等動物的主要栖息地，迁徙的斑紋角马和平原斑马亦會路过此地。7月至8月，遷徙動物會從塞伦盖蒂出發，橫渡格魯美地河後，再橫渡馬拉河抵達肯亞馬賽馬拉國家保護區；11月會從馬賽馬拉南下，再次回到塞倫蓋蒂，年復一年。

## 參看
- 格鲁美猎物禁猎区